# 孙家埠站
孙家埠站，位于皖赣铁路上，是张静江创建的商办江南铁路公司所修筑的江南铁路位于皖南地区的终点站，车站南端曾立有江南铁路建成纪念碑，后被毁，今仅存断石残片。
主要办理货运业务，但仅办理专用线、专用铁路货运作业。亦办理8467/8470次通勤列车旅客乘降业务。

## 旅客列车目的地
孙家埠站目前没有旅客列车停靠；有一对前往倒湖站和芜湖站的路用通勤列车。